# Jocelyn Burdick
Jocelyn Burdick, nata Birch, precedentemente coniugata Peterson (Fargo, 6 febbraio 1922 – Fargo, 26 dicembre 2019), è stata una politica statunitense, senatrice per lo Stato del Dakota del Nord nel 1992.

## Biografia
Nata a Fargo, Jocelyn Birch si laureò alla Northwestern University e nel 1948 si sposò con Kenneth Peterson. Jocelyn ebbe da Peterson due figli, ma l'uomo morì dopo dieci anni di matrimonio. Due anni dopo Jocelyn si sposò in seconde nozze con il deputato democratico Quentin N. Burdick, vedovo con quattro figli a carico. Jocelyn si occupò di crescere i sei bambini, oltre ad un ultimo figlio che ebbe con Quentin.
La signora Burdick sostenne il marito durante le sue campagne politiche, in particolare nel 1960, quando l'uomo riuscì a farsi eleggere al Senato. Trentadue anni dopo Burdick morì mentre era ancora in carica e il governatore chiese alla vedova di occupare provvisoriamente il seggio fino alle nuove elezioni. La signora Burdick decise di accettare la proposta, divenendo la prima donna mandata al Congresso dallo Stato del Dakota del Nord.
Tre mesi dopo si tennero le elezioni per determinare il nuovo senatore e la Burdick non vi prese parte. Dopo l'elezione del democratico Kent Conrad, la donna dovette abbandonare il Senato e tornò a Fargo. Il Dakota del Nord non inviò al Congresso un'altra donna fino al 2012, quando venne eletta la senatrice Heidi Heitkamp.